# Gongroneurina apidina
Gongroneurina apidina är en tvåvingeart som först beskrevs av Günther Enderlein 1914.  Gongroneurina apidina ingår i släktet Gongroneurina och familjen vapenflugor. Inga underarter finns listade i Catalogue of Life.